# Jerzy Grunwald & En Face
Jerzy Grunwald & En Face – pierwszy longplay Jerzego Grunwalda i En Face, wydany w marcu 1973 roku nakładem wytwórni Polskie Nagrania „Muza”.
W tym samym roku ukazała się również kaseta magnetofonowa (Polskie Nagrania „Muza”, CK 026), zaś w 2004 roku miała swą premierę reedycja kompaktowa albumu (Polskie Nagrania „Muza”, PNCD 039). Jej limitowana wersja wydana przez Polskie Nagrania i Yestrerday, wzbogacona jest o nagrania z płyty czwórki pt. O zachodzie (1972).

## Lista utworów[3]
Strona A
1. „Popędzimy w dal saniami” (muz. Jerzy Grunwald – sł. Lech Konopiński)
2. „Trzymaj się Rozalio” (muz. Marek Sewen – sł. Elżbieta Bussold)
3. „Teraz już zaśnij” (muz. Jerzy Grunwald - muz. Lech Konopiński)
4. „Dziwna miłość niepojęta” (muz. Jerzy Grunwald - sł. Elżbieta Horbaczewska)
5. „Wszystko za nami” (muz. Jerzy Grunwald - sł. Marek Gaszyński)
6. „Nie chodź do lasu” (muz. Krzysztof Sadowski – sł. Roman Sadowski)
7. „Za wielką bramą” (muz. Jerzy Grunwald - sł. Wiktor Leliwa)

Strona B
1. „Kwiaty jednego życia” (muz. Andrzej Korzyński – sł. Andrzej Tylczyński)
2. „Chciał się stary ożenić” (muz. Bohdan Kendelewicz – sł. Wiktor Leliwa, Wacław Potocki)
3. „Jak dobrze że jesteś” (muz. Jerzy Grunwald - sł. Krzysztof Dzikowski)
4. „Gdy idę sam w jesieni” (muz. Bohdan Kendelewicz - sł. Zygmunt Kramer)
5. „Na tych samych ulicach” (muz. Henryk Klejne – sł. Janusz Kondratowicz)
6. „Nocy, ciemna nocy” (muz. Bohdan Kendelewicz - sł. Andrzej Kuryło)

Bonusy na limitowanym CD, wydanym przez Polskie Nagrania „Muza” i Yestrerday (PNCD 839) w 2004 roku
- Nagrania z minialbumu pt. O zachodzie (1972)[2].

## Skład zespołu[2]
- Jerzy Grunwald – śpiew, gitara dwunastostrunowa
- Bohdan Kendelewicz – gitara basowa, wokal wspierający
- Marian Myszko – perkusja, flet, wokal wspierający

## Personel techniczny
- Zofia Gajewska – reżyser nagrania
- Jacek Złotkowski – operator dźwięku

## Opracowanie[2][3]
- Marek Karewicz – projekt graficzny
- Bogdan Okulski – tekst na okładce